# 翁贝托·米科
翁贝托·米科（義大利語：Umberto Micco，1916年3月24日—1989年），意大利男子曲棍球运动员。他曾代表意大利国家队参加1952年夏季奥林匹克运动会曲棍球比赛，获得第十一名。